# Євсевія Білас
м. Євсевія Білас ЧСВВ (хресне ім'я Катерина; 29 серпня 1898, Викоти, нині Самбірський район Львівської області — 11 січня 1973, Каноїнгас, Бразилія) — українська монахиня василіянка, настоятелька монастирів у США, учителька, перша Головна настоятелька Чину сестер святого Василія Великого (1951—1954).

## Життєпис
Народилася 29 серпня 1898 року в с. Викоти Самбірського повіту в сім'ї Петра Біласа і його дружини Євфросинії з Черніховських. 21 грудня 1913 року приїхала з батьками до США. 6 червня 1917 року вступила до монастиря монахинь василіянок у Філадельфії, де 22 листопада 1922 року склала перші монаші обіти у присутності митрополита Андрея Шептицького. Урочисту професію вічних обітів склала 7 липня 1926 року в присутності владики Костянтина Богочевського.
Довгі роки вчителювала в парафіяльних школах Філадельфійського екзархату: у Трентоні (1923—1926), Філадельфії (1926—1927), Клівленді (1929—1931), Гемтремку (1931—1932), Чикаго (1936—1937), Джерсі-Сіті (1937—1938), Брукліні (1938—1940), Нью-Йорку (1940—1943) і знову в Чикаго (1943—1949). У 1950 році обрано її Настоятелькою Чину Сестер Василіянок, які належали до Філадельфійського екзархату, а в 1951 році стала Генеральною Настоятелькою цілого централізованого Чину.
У 1954 році отримала призначення на управительку Сиротинця св. Василія Великого у Філадельфії. На Генеральній капітулі 1963 року обрано її Генеральною Вікарією Чину в Римі, а після закінчення каденції в 1971 році призначено настоятелькою Генерального дому. У 1972 році мати Євсевія отримала доручення зорганізувати нову спільноту сестер василіянок у Бразилії, куди виїхала 12 грудня.
Померла від серцевого нападу 11 січня 1973 року в місті Каноїнгас (штат Санта Катарина, Бразилія). Тіло її перевезено до монастиря у Фокс Чейз, де 20 січня похоронено на Українському католицькому цвинтарі святої Марії.